# Doratonotus beccarii
Doratonotus beccarii är en mångfotingart som beskrevs av Filippo Silvestri 1895. Doratonotus beccarii ingår i släktet Doratonotus och familjen Doratodesmidae. Inga underarter finns listade i Catalogue of Life.